# Rorippa prolifera
Rorippa prolifera — вид квіткових рослин родини капустяних (Brassicaceae).

## Біоморфологічна характеристика
Це однорічна чи багаторічна рослина.

## Поширення
Росте в Європі (Албанія, Болгарія, Греція, Румунія, Росія, Туреччина в Європі, Україна, Македонія, Сербія, Словенія).